# Liste des simples traités dans le Tractatus de herbis : C-E

## C

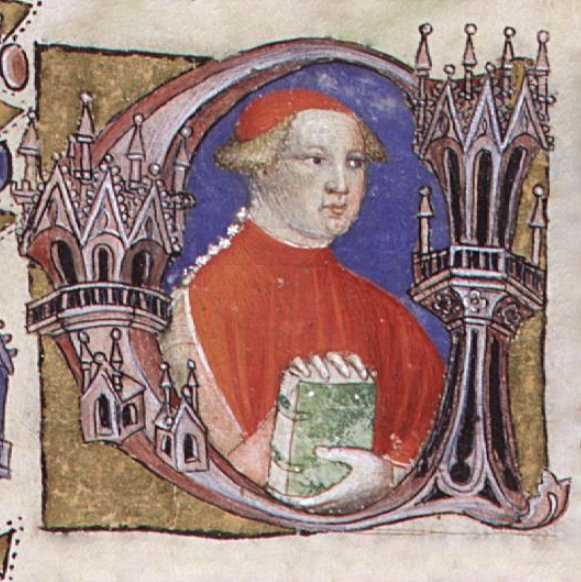
Lettrine enluminée C dans le manuscrit Cas.459.

| Chapitre Icône : lien vers l'index thématique | Illustration                              | Identité                           | Ouvrages : no de folio - italique : illustration seule - parenthèses : texte seul - gras : source de l'illustration du tableau | Ouvrages : no de folio - italique : illustration seule - parenthèses : texte seul - gras : source de l'illustration du tableau          | Ouvrages : no de folio - italique : illustration seule - parenthèses : texte seul - gras : source de l'illustration du tableau | Source                                          |
| Chapitre Icône : lien vers l'index thématique | Illustration                              | Identité                           | Groupe I | Groupe II | Groupe III | Source                                          |
| --------------------------------------------- | ----------------------------------------- | ---------------------------------- | --- | --- | --- | ----------------------------------------------- |
| De ciclamine                                  |                                           | Cyclamen de Naples                 | - Eg.747 : fo 18 vo–19 ro - Pal.586 : fo 16 vo                                                                                 | - Lat.6823 : fo 33 vo–34 ro - M.873 : fo 22 vo - Mas.116 : fo 36 ro - Sl.4016 : fo 31 ro - Cas.459 : fo 70 vo - Cim.79 : fo 52 vo       | - Ars.2888 : fo 37 vo–38 vo - Fr.12322 : fo 164 vo - (Gr. Herb. : fo XXII vo–XXIII ro)                                         | Platearius : « De ciclamine »                   |
| De camphora                                   |                                           | Camphre                            | - (Eg.747 : fo 19 ro/vo) | - Lat.6823 : fo 34 ro/vo - M.873 : fo 22 vo - Mas.116 : fo 23 vo - Cas.459 : fo 53 ro - Cim.79 : fo 40 vo                               | - Ars.2888 : fo 38 vo–39 ro - Gr. Herb. : fo XXIII ro/vo                                                                       | Platearius : « De camphora »                    |
| De coloquintida                               |                                           | Coloquinte officinale              | - Eg.747 : fo 19 vo - Pal.586 : fo 17 ro                                                                                       | - Lat.6823 : fo 34 vo - M.873 : fo 23 ro - Mas.116 : fo 40 ro - Sl.4016 : fo 33 ro                                                      | - Ars.2888 : fo 39 ro–40 ro - Fr.12322 : fo 190 ro - Gr. Herb. : fo XXIII vo–XXIV ro                                           | Platearius : « De coloquintida »                |
| De cassia fistula                             |                                           | Canéficier                         | - Eg.747 : fo 19 vo–20 ro - Pal.586 : fo 17 ro                                                                                 | - Lat.6823 : fo 34 vo–35 ro - M.873 : fo 23 ro - Mas.116 : fo 28 ro - Sl.4016 : fo 27 vo - Cas.459 : fo 59 vo - Cim.79 : fo 44 ro       | - Ars.2888 : fo 40 ro/vo - Fr.12322 : fo 190 ro - Gr. Herb. : fo XXIV ro                                                       | Platearius : « De cassia fistula »              |
| De cuscute                                    |                                           | Cuscute du lin                     | - Eg.747 : fo 20 ro - Pal.586 : fo 17 ro                                                                                       | - (Lat.6823 : fo 35 vo) - M.873 : fo 23 vo - Mas.116 : fo 61 vo - Sl.4016 : fo 36 ro - Cas.459 : fo 86 vo - Cim.79 : fo 59 vo           | - Ars.2888 : fo 40 vo - Fr.12322 : fo 164 vo - Gr. Herb. : fo XXIV ro/vo                                                       | Platearius : « De cuscute »                     |
| De cardamomo                                  |                                           | Cardamome                          | - Eg.747 : fo 20 ro/vo - Pal.586 : fo 17 vo                                                                                    | - Lat.6823 : fo 35 vo - M.873 : fo 23 vo - Mas.116 : fo 26 vo - Sl.4016 : fo 26 vo - Cas.459 : fo 58 vo                                 | - Ars.2888 : fo 41 ro - Fr.12322 : fo 190 vo - Gr. Herb. : fo XXIV vo                                                          | Platearius : « De cardamomo »                   |
| De cerusa                                     |                                           | Céruse                             | - (Eg.747 : fo 20 vo) | - Lat.6823 : fo 35 vo–36 ro - Cas.459 : fo 67 vo                                                                                        | - (Ars.2888 : fo 41 vo) - Fr.12322 : fo 191 vo - (Gr. Herb. : fo XXIV vo–XXV ro)                                               | Platearius : « De cerusa »                      |
| De capparo                                    |                                           | Câprier                            | - Eg.747 : fo 20 vo–21 ro - Pal.586 : fo 17 vo                                                                                 | - Lat.6823 : fo 36 ro - M.873 : fo 24 ro - Mas.116 : fo 25 ro                                                                           | - Ars.2888 : fo 41 vo–42 vo - Fr.12322 : fo 190 vo - Gr. Herb. : fo XXV ro/vo                                                  | Platearius : « De cappari »                     |
| De calamento                                  |                                           | Calament officinal                 | - Eg.747 : fo 21 ro - Pal.586 : fo 17 vo                                                                                       | - Lat.6823 : fo 36 ro/vo - M.873 : fo 24 ro - Mas.116 : fo 18 vo - Sl.4016 : fo 23 ro - Cas.459 : fo 46 ro - Cim.79 : fo 36 ro          | - Ars.2888 : fo 42 vo–43 ro - Fr.12322 : fo 146 ro - Gr. Herb : fo XXV vo                                                      | Platearius : « De calamento »                   |
| De centaurea                                  |                                           | Petite Centaurée                   | - Eg.747 : fo 21 ro/vo - Pal.586 : fo 17 vo                                                                                    | - Lat.6823 : fo 36 vo–37 ro - M.873 : fo 24 vo - Mas.116 : fo 32 vo–33 ro - Cas.459 : fo 65 vo–66 ro - Cim.79 : fo 48 vo–49 ro          | - Ars.2888 : fo 43 ro–44 ro - Fr.12322 : fo 152 vo ; 170 ro - Gr. Herb. : fo XXV vo–XXVI ro                                    | Platearius : « De centaurea »                   |
| De cassia lignea                              |                                           | Casse                              | - Eg.747 : fo 21 vo–22 ro - Pal.586 : fo 18 ro                                                                                 | - Lat.6823 : fo 35 ro/vo - M.873 : fo 24 vo - Mas.116 : fo 28 ro - Sl.4016 : fo 27 vo - Cas.459 : fo 60 ro - Cim.79 : fo 44 vo          | - Ars.2888 : fo 44 ro/vo - Fr.12322 : fo 190 vo - Gr. Herb. : fo XXVI ro/vo                                                    | Platearius : « De cassia lignea »               |
| De castoreo                                   |                                           | Castoréum                          | - Eg.747 : fo 22 ro/vo - Pal.586 : fo 18 ro                                                                                    | - Lat.6823 : fo 37 ro/vo - M.873 : fo 25 ro - Mas.116 : fo 29 ro - Sl.4016 : fo 28 ro                                                   | - Ars.2888 : fo 44 vo–45 vo - Fr.12322 : fo 188 ro - Gr. Herb. : fo XXVI vo–XXVII ro                                           | Platearius : « De castoreo »                    |
| De cubebe                                     |                                           | Cubèbe                             | - Eg.747 : fo 22 vo - Pal.586 : fo 18 ro                                                                                       | - Lat.6823 : fo 37 vo - M.873 : fo 25 ro - Mas.116 : fo 60 vo - Sl.4016 : fo 35 vo - Cas.459 : fo 84 ro                                 | - Ars.2888 : fo 45 vo - Fr.12322 : fo 194 ro - Gr. Herb. : fo XXVII ro                                                         | Platearius : « De cubebe »                      |
| De capillo Venere                             |                                           | Adiante cheveux-de-Vénus           | - Eg.747 : fo 22 vo - Pal.586 : fo 18 ro                                                                                       | - Lat.6823 : fo 37 vo–38 ro - M.873 : fo 25 vo - Mas.116 : fo 24 vo - Cim.79 : fo 41 vo                                                 | - Ars.2888 : fo 45 vo–46 ro - Fr.12322 : fo 183 vo - Gr. Herb. : fo XXVII ro/vo                                                | Platearius : « De capillis Veneris »            |
| De capillo Venere                             | Const. Afr., grad. : « Capillus veneris » | Adiante cheveux-de-Vénus           | - Eg.747 : fo 22 vo - Pal.586 : fo 18 ro                                                                                       | - Lat.6823 : fo 37 vo–38 ro - M.873 : fo 25 vo - Mas.116 : fo 24 vo - Cim.79 : fo 41 vo                                                 | - Ars.2888 : fo 45 vo–46 ro - Fr.12322 : fo 183 vo - Gr. Herb. : fo XXVII ro/vo                                                |                                                 |
| De cipresso                                   |                                           | Cyprès commun                      | - Eg.747 : fo 22 vo–23 ro - Pal.586 : fo 18 vo                                                                                 | - Lat.6823 : fo 37 vo - M.873 : fo 25 vo - Mas.116 : fo 38 vo - Sl.4016 : fo 32 ro - Cas.459 : fo 73 vo                                 | - Ars.2888 : fo 46 vo - Fr.12322 : fo 194 ro - Gr. Herb. : fo XXVII vo                                                         | Platearius : « De cipresso »                    |
| De cinnamomo                                  |                                           | Cannelle                           | - Eg.747 : fo 23 ro - Pal.586 : fo 18 vo                                                                                       | - (Lat.6823 : fo 38 ro) - M.873 : fo 26 ro - Cas.459 : fo 72 ro                                                                         | - Ars.2888 : fo 46 vo–47 vo - Fr.12322 : fo 194 vo - Gr. Herb. : fo XXVII vo–XXVIII ro                                         | Platearius : « De cinamomo »                    |
| De camedreos                                  |                                           | Germandrée petit-chêne             | - Eg.747 : fo 23 ro/vo - Pal.586 : fo 18 vo                                                                                    | - Lat.6823 : fo 38 ro/vo - M.873 : fo 26 ro - Mas.116 : fo 20 ro - Sl.4016 : fo 23 vo - Cas.459 : fo 48 ro - Cim.79 : fo 36 vo          | - Ars.2888 : fo 47 vo–48 ro - Gr. Herb. : fo XXVIII ro/vo                                                                      | Platearius : « De camedreos »                   |
| De camepitheos                                |                                           | Bugle petit-pin                    | - Eg.747 : fo 23 vo - Pal.586 : fo 19 ro                                                                                       | - Lat.6823 : fo 38 vo–39 ro - M.873 : fo 26 vo - Mas.116 : fo 20 vo - Sl.4016 : fo 24 ro - Cas.459 : fo 48 vo - Cim.79 : fo 37 ro       | - Ars.2888 : fo 48 ro/vo - Fr.12322 : fo 152 vo ; 166 vo - Gr. Herb. : fo XXVIII vo                                            | Platearius : « De camepitheos »                 |
| De carvi                                      |                                           | Carvi                              | - Eg.747 : fo 23 vo–24 ro - Pal.586 : fo 18 vo                                                                                 | - Lat.6823 : fo 39 ro - Mas.116 : fo 27 vo - Sl.4016 : fo 27 ro - Cas.459 : fo 59 ro - Cim.79 : fo 42 vo                                | - Ars.2888 : fo 48 vo - Fr.12322 : fo 146 ro - Gr. Herb. : fo XXVIII vo–XXIX ro                                                | Platearius : « De carvi »                       |
| De cimino                                     |                                           | Cumin                              | - Eg.747 : fo 24 ro - Pal.586 : fo 19 ro                                                                                       | - Lat.6823 : fo 39 ro/vo - M.873 : fo 26 vo - Mas.116 : fo 37 ro - Sl.4016 : fo 31 ro - Cas.459 : fo 71 vo - Cim.79 : fo 54 ro          | - Ars.2888 : fo 48 vo–49 ro - Fr.12322 : fo 146 vo - Gr. Herb. : fo XXIX ro                                                    | Platearius : « De cimino »                      |
| De cicuta                                     |                                           | Grande Ciguë                       | - Eg.747 : fo 24 ro/vo - Pal.586 : fo 19 ro                                                                                    | - Lat.6823 : fo 39 vo - M.873 : fo 27 ro - Mas.116 : fo 36 vo - Sl.4016 : fo 31 ro - Cas.459 : fo 71 ro - Cim.79 : fo 53 vo             | - Ars.2888 : fo 49 ro–50 ro - Fr.12322 : fo 146 ro - Gr. Herb. : fo XXIX ro/vo                                                 | Platearius : « De cicuta »                      |
| De cicuta                                     | Macer Floridus                            | Grande Ciguë                       | - Eg.747 : fo 24 ro/vo - Pal.586 : fo 19 ro                                                                                    | - Lat.6823 : fo 39 vo - M.873 : fo 27 ro - Mas.116 : fo 36 vo - Sl.4016 : fo 31 ro - Cas.459 : fo 71 ro - Cim.79 : fo 53 vo             | - Ars.2888 : fo 49 ro–50 ro - Fr.12322 : fo 146 ro - Gr. Herb. : fo XXIX ro/vo                                                 |                                                 |
| De croco                                      |                                           | Safran                             | - Eg.747 : fo 24 vo - Pal.586 : fo 19 ro                                                                                       | - Lat.6823 : fo 39 vo–40 ro - M.873 : fo 27 ro - Mas.116 : fo 60 ro - Sl.4016 : fo 35 ro - Cas.459 : fo 84 vo - Cim.79 : fo 55 ro       | - Ars.2888 : fo 50 ro/vo - Fr.12322 : fo 146 ro - Gr. Herb. : fo XXIX vo–XXX ro                                                | Platearius : « De croco »                       |
| De croco [ortensi]                            |                                           | Carthame des teinturiers           | - Eg.747 : fo 24 vo–25 ro - Pal.586 : fo 19 vo                                                                                 | - Lat.6823 : fo 40 ro - M.873 : fo 27 vo - Mas.116 : fo 60 ro - Sl.4016 : fo 35 ro - Cas.459 : fo 85 ro - Cim.79 : fo 55 vo             | - Ars.2888 : fo 50 vo - Fr.12322 : fo 146 vo                                                                                   | Platearius : « De croco »                       |
| De cipero                                     |                                           | Souchet long                       | - Eg.747 : fo 25 ro - Pal.586 : fo 19 vo                                                                                       | - Lat.6823 : fo 40 ro/vo - M.873 : fo 27 vo - Mas.116 : fo 38 ro - Sl.4016 : fo 31 vo - Cas.459 : fo 72 vo - Cim.79 : fo 54 vo          | - Ars.2888 : fo 50 vo–51 vo - Fr.12322 : fo 146 vo - Gr. Herb. : fo XXX ro                                                     | Platearius : « De cipero »                      |
| De calamo aromatico                           |                                           | Acore odorant                      | - Eg.747 : fo 25 ro/vo - Pal.586 : fo 20 ro                                                                                    | - Lat.6823 : fo 40 vo - M.873 : fo 28 ro - Mas.116 : fo 19 ro - Sl.4016 : fo 23 ro - Cas.459 : fo 45 ro - Cim.79 : fo 35 ro             | - Ars.2888 : fo 51 vo - Fr.12322 : fo 146 vo - Gr. Herb. : fo XXX ro/vo                                                        | Platearius : « De calamo aromatico »            |
| De corallo                                    |                                           | Corail                             | - Eg.747 : fo 25 vo - Pal.586 : fo 19 vo                                                                                       | - Lat.6823 : fo 40 vo–41 ro - M.873 : fo 28 ro - Mas.116 : fo 57 vo - Sl.4016 : fo 33 vo                                                | - Ars.2888 : fo 51 vo–52 vo - Fr.12322 : fo 191 vo - Gr. Herb. : fo XXX vo–XXXI ro                                             | Platearius : « De corallo »                     |
| De cattaputia                                 |                                           | Euphorbe épurge                    | - Eg.747 : fo 25 vo–26 ro - Pal.586 : fo 19 vo                                                                                 | - Lat.6823 : fo 41 ro/vo - M.873 : fo 28 vo - Mas.116 : fo 29 vo - Sl.4016 : fo 28 vo - Cas.459 : fo 61 ro/vo - Cim.79 : fo 45 ro–46 ro | - Ars.2888 : fo 52 vo–53 vo - Fr.12322 : fo 147 ro ; 167 vo - Gr. Herb. : fo XXXI ro/vo                                        | Platearius : « De catapucia »                   |
| De cretano                                    |                                           | Criste marine                      | - Eg.747 : fo 26 ro - Pal.586 : fo 20 ro                                                                                       | - Lat.6823 : fo 41 vo - M.873 : fo 28 vo - Mas.116 : fo 59 ro - Sl.4016 : fo 34 vo - (Cas.459 : fo 82 ro)                               | - Ars.2888 : fo 53 vo–54 ro - Fr.12322 : fo 147 ro - Gr. Herb. : fo XXXI vo–XXXII ro                                           | Platearius : « De cretano »                     |
| De costo                                      |                                           | Costus                             | - Eg.747 : fo 26 ro/vo - Pal.586 : fo 20 ro                                                                                    | - Lat.6823 : fo 41 vo–42 ro - M.873 : fo 29 ro - Mas.116 : fo 58 vo - Sl.4016 : fo 34 ro - Cas.459 : fo 81 vo                           | - Ars.2888 : fo 54 ro/vo - Fr.12322 : fo 147 ro - Gr. Herb. : fo XXXII ro                                                      | Platearius : « De costo »                       |
| De cantabro                                   |                                           | Son de blé                         | - (Eg.747 : fo 26 vo) - Pal.586 : fo 20 vo                                                                                     | - (Lat.6823 : fo 42 ro) | - (Ars.2888 : fo 54 vo–55 ro) - Fr.12322 : fo 191 vo - (Gr. Herb. : fo XXXII ro/vo)                                            | Platearius : « De cantabro »                    |
| De colofonia                                  |                                           | Colophane                          | - (Eg.747 : fo 26 vo) - Pal.586 : fo 20 vo                                                                                     | - (Lat.6823 : fo 42 ro) | - Ars.2888 : fo 55 ro/vo - Fr.12322 : fo 191 vo - (Gr. Herb. : fo XXXII vo)                                                    | Platearius : « De colofonia »                   |
| De cucurbita                                  |                                           | Courge-bouteille                   | - Eg.747 : fo 26 vo–27 ro - Pal.586 : fo 20 vo                                                                                 | - Lat.6823 : fo 42 ro/vo - M.873 : fo 29 ro - Mas.116 : fo 61 ro - Sl.4016 : fo 36 ro - Cas.459 : fo 86 ro - Cim.79 : fo 60 vo          | - Ars.2888 : fo 55 vo–56 vo - Fr.12322 : fo 147 ro - Gr. Herb. : fo XXXII vo–XXXIII ro                                         | Platearius : « De cucurbita »                   |
| De cucumeris                                  |                                           | Concombre                          | - (Eg.747 : fo 27 ro) - Pal.586 : fo 20 ro ; 20 vo                                                                             | - Lat.6823 : fo 42 vo - M.873 : fo 29 vo - Mas.116 : fo 60 vo - Sl.4016 : fo 35 vo - Cas.459 : fo 85 vo - Cim.79 : fo 60 ro             | - Ars.2888 : fo 56 vo - Fr.12322 : fo 147 vo - Gr. Herb. : fo XXXIII ro/vo                                                     | Isaac Israeli : « De cucumeribus »              |
| [De citrolis]                                 |                                           | Pastèque                           | - (Eg.747 : fo 27 ro) - Pal.586 : fo 21 ro                                                                                     | - Lat.6823 : fo 42 vo - Mas.116 : fo 39 ro - Sl.4016 : fo 32 vo - Cas.459 : fo 74 ro - Cim.79 : fo 56 ro                                | - Ars.2888 : fo 56 vo–57 ro - Fr.12322 : fo 194 vo - Gr. Herb. : fo XXXIII vo                                                  | Isaac Israeli : « De citrulis »                 |
| De celidonia                                  |                                           | Grande Chélidoine                  | - Eg.747 : fo 27 ro/vo | - Lat.6823 : fo 43 ro - M.873 : fo 29 vo - Mas.116 : fo 32 ro - Cas.459 : fo 64 vo - Cim.79 : fo 47 vo–48 ro                            | - Ars.2888 : fo 57 ro/vo - Fr.12322 : fo 138 vo - Gr. Herb. : fo XXXIII vo–XXXIV ro                                            | Platearius : « De celidonia »                   |
| De celidonia                                  | Pseudo-Apulée : « Herba celidonia »       | Grande Chélidoine                  | - Eg.747 : fo 27 ro/vo | - Lat.6823 : fo 43 ro - M.873 : fo 29 vo - Mas.116 : fo 32 ro - Cas.459 : fo 64 vo - Cim.79 : fo 47 vo–48 ro                            | - Ars.2888 : fo 57 ro/vo - Fr.12322 : fo 138 vo - Gr. Herb. : fo XXXIII vo–XXXIV ro                                            |                                                 |
| De coliandro                                  |                                           | Coriandre                          | - Eg.747 : fo 27 vo - Pal.586 : fo 21 ro                                                                                       | - Lat.6823 : fo 43 vo - M.873 : fo 30 ro - Mas.116 : fo 58 ro - Sl.4016 : fo 34 ro - Cas.459 : fo 78 ro - Cim.79 : fo 57 ro             | - Ars.2888 : fo 57 vo–58 ro - Gr. Herb. : fo XXXIV ro                                                                          | Platearius : « De coriandro »                   |
| [De caulibus]                                 |                                           | Choux                              | - (Eg.747 : fo 27 vo) - Pal.586 : fo 21 ro                                                                                     | - Lat.6823 : fo 51 ro/vo - M.873 : fo 35 vo - Mas.116 : fo 31 ro - Sl.4016 : fo 29 vo - (Cas.459 : fo 63 vo)                            | - Ars.2888 : fo 58 ro/vo - Fr.12322 : fo 171 ro - Gr. Herb. : fo XXXIV ro/vo                                                   | Isaac Israeli : « De caulibus »                 |
| De calce viva                                 |                                           | Chaux vive                         | - (Eg.747 : fo 27 vo) | - (Lat.6823 : fo 43 vo) | - Ars.2888 : fo 58 vo - Fr.12322 : fo 191 vo - (Gr. Herb. : fo XXXIV vo)                                                       | Platearius : « De calce »                       |
| De calce viva                                 | Const. Afr., grad. : « Calx »             | Chaux vive                         | - (Eg.747 : fo 27 vo) | - (Lat.6823 : fo 43 vo) | - Ars.2888 : fo 58 vo - Fr.12322 : fo 191 vo - (Gr. Herb. : fo XXXIV vo)                                                       |                                                 |
| De cerfollio                                  |                                           | Cerfeuil                           | - Eg.747 : fo 27 vo–28 ro - Pal.586 : fo 21 vo                                                                                 | - Lat.6823 : fo 44 vo–45 ro - M.873 : fo 30 vo - Mas.116 : fo 34 vo - Sl.4016 : fo 30 vo - Cas.459 : fo 68 vo - Cim.79 : fo 51 ro       | - Ars.2888 : fo 58 vo–59 ro - Fr.12322 : fo 147 vo - Gr. Herb. : fo XXXIV vo                                                   | Platearius : « De cerefolio »                   |
| De cerfollio                                  | Pseudo-Apulée                             | Cerfeuil                           | - Eg.747 : fo 27 vo–28 ro - Pal.586 : fo 21 vo                                                                                 | - Lat.6823 : fo 44 vo–45 ro - M.873 : fo 30 vo - Mas.116 : fo 34 vo - Sl.4016 : fo 30 vo - Cas.459 : fo 68 vo - Cim.79 : fo 51 ro       | - Ars.2888 : fo 58 vo–59 ro - Fr.12322 : fo 147 vo - Gr. Herb. : fo XXXIV vo                                                   |                                                 |
| De cerfollio                                  | Macer Floridus                            | Cerfeuil                           | - Eg.747 : fo 27 vo–28 ro - Pal.586 : fo 21 vo                                                                                 | - Lat.6823 : fo 44 vo–45 ro - M.873 : fo 30 vo - Mas.116 : fo 34 vo - Sl.4016 : fo 30 vo - Cas.459 : fo 68 vo - Cim.79 : fo 51 ro       | - Ars.2888 : fo 58 vo–59 ro - Fr.12322 : fo 147 vo - Gr. Herb. : fo XXXIV vo                                                   |                                                 |
| De canapa                                     |                                           | Cannabis                           | - Eg.747 : fo 28 ro - Pal.586 : fo 21 ro                                                                                       | - Lat.6823 : fo 45 ro/vo - M.873 : fo 30 vo - Mas.116 : fo 22 ro - Sl.4016 : fo 25 ro - Cas.459 : fo 51 ro - Cim.79 : fo 39 vo          | - Ars.2888 : fo 59 ro/vo - Fr.12322 : fo 171 ro - Gr. Herb. : fo XXXV ro                                                       | Pseudo-Apulée : « Herba cannabis silvatica »    |
| De camelleunta [alba]                         |                                           | Caméléon blanc                     | - Eg.747 : fo 28 ro - Pal.586 : fo 21 vo                                                                                       | - Lat.6823 : fo 45 vo–46 ro - M.873 : fo 31 vo - Mas.116 : fo 21 ro - Sl.4016 : fo 24 vo - Cas.459 : fo 50 ro - Cim.79 : fo 38 ro       | - Ars.2888 : fo 59 vo–60 ro - (Gr. Herb : fo XXXV ro)                                                                          | Dioscoride alph. : « Cameleonta alba »          |
| De camelleunta [nigra]                        |                                           | Caméléon noir (Cardère)            | - Eg.747 : fo 28 vo - Pal.586 : fo 21 vo                                                                                       | - Lat.6823 : fo 45 vo - M.873 : fo 31 ro - Mas.116 : fo 21 ro - Sl.4016 : fo 24 vo - Cas.459 : fo 49 vo - Cim.79 : fo 37 vo             | - Ars.2888 : fo 60 ro - Fr.12322 : fo 171 ro - (Gr. Herb : fo XXXV ro)                                                         | Pseudo-Apulée : « Herba camellea »              |
| De cicerum                                    |                                           | Pois chiche                        | - (Eg.747 : fo 28 ro) - Pal.586 : fo 21 vo                                                                                     | - Lat.6823 : fo 50 vo - M.873 : fo 34 vo - Mas.116 : fo 35 vo - Sl.4016 : fo 30 vo - Cas.459 : fo 70 ro - Cim.79 : fo 52 ro             | - Ars.2888 : fo 61 ro–62 ro - Fr.12322 : fo 171 vo ; 176 ro - (Gr. Herb. : fo XXXV vo–XXXVI ro)                                | Isaac Israeli : « De cicere »                   |
| De castanee                                   |                                           | Châtaigne                          | - (Eg.747 : fo 28 vo) - Pal.586 : fo 22 ro                                                                                     | - Lat.6823 : fo 50 ro/vo - M.873 : fo 35 ro - Mas.116 : fo 28 vo - Sl.4016 : fo 28 ro - Cas.459 : fo 60 vo - Cim.79 : fo 43 vo          | - Ars.2888 : fo 62 ro/vo - Fr.12322 : fo 194 vo - Gr. Herb. : fo XXXVI ro/vo                                                   | Isaac Israeli : « De castaneis »                |
| De camomilla                                  |                                           | Petite Camomille                   | - Eg.747 : fo 28 vo–29 ro - Pal.586 : fo 22 ro                                                                                 | - Lat.6823 : fo 46 ro/vo - M.873 : fo 31 vo - Mas.116 : fo 21 vo - Sl.4016 : fo 25 ro - Cas.459 : fo 50 vo - Cim.79 : fo 38 vo–39 ro    | - Ars.2888 : fo 60 ro–61 ro - Fr.12322 : fo 171 vo - Gr. Herb. : fo XXXV ro/vo                                                 | Pseudo-Apulée : « Herba camemelon »             |
| De camomilla                                  | Macer Floridus                            | Petite Camomille                   | - Eg.747 : fo 28 vo–29 ro - Pal.586 : fo 22 ro                                                                                 | - Lat.6823 : fo 46 ro/vo - M.873 : fo 31 vo - Mas.116 : fo 21 vo - Sl.4016 : fo 25 ro - Cas.459 : fo 50 vo - Cim.79 : fo 38 vo–39 ro    | - Ars.2888 : fo 60 ro–61 ro - Fr.12322 : fo 171 vo - Gr. Herb. : fo XXXV ro/vo                                                 |                                                 |
| De cotula fetida                              |                                           | Camomille puante                   | - (Eg.747 : fo 29 ro) - Pal.586 : fo 22 ro                                                                                     | - Lat.6823 : fo 46 vo - Mas.116 : fo 59 ro - Sl.4016 : fo 34 vo - Cas.459 : fo 82 ro - Cim.79 : fo 51 vo                                | - (Ars.2888 : fo 62 vo) - Fr.12322 : fo 171 vo - (Gr. Herb. : fo XXXVI vo)                                                     | Source non identifiée                           |
| De cottidilion                                |                                           | Nombril-de-Vénus                   | - Eg.747 : fo 29 ro - Pal.586 : fo 22 ro                                                                                       | - Lat.6823 : fo 47 ro - M.873 : fo 32 ro - Mas.116 : fo 37 vo - Sl.4016 : fo 31 vo                                                      | - Ars.2888 : fo 63 ro - Fr.12322 : fo 171 vo - (Gr. Herb. : fo XXXVI vo)                                                       | Pseudo-Apulée : « Herba cotuledon »             |
| De cepa                                       |                                           | Oignon                             | - Eg.747 : fo 29 ro/vo - Pal.586 : fo 22 vo                                                                                    | - Lat.6823 : fo 47 ro/vo - M.873 : fo 32 ro - Mas.116 : fo 33 vo - Sl.4016 : fo 30 ro - Cas.459 : fo 66 vo - Cim.79 : fo 49 vo          | - Ars.2888 : fo 63 ro–64 ro - Fr.12322 : fo 162 ro - Gr. Herb. : fo XXXVI vo–XXXVII ro                                         | Macer Floridus                                  |
| De cepa                                       | Avicenne                                  | Oignon                             | - Eg.747 : fo 29 ro/vo - Pal.586 : fo 22 vo                                                                                    | - Lat.6823 : fo 47 ro/vo - M.873 : fo 32 ro - Mas.116 : fo 33 vo - Sl.4016 : fo 30 ro - Cas.459 : fo 66 vo - Cim.79 : fo 49 vo          | - Ars.2888 : fo 63 ro–64 ro - Fr.12322 : fo 162 ro - Gr. Herb. : fo XXXVI vo–XXXVII ro                                         |                                                 |
| De cepa                                       | Isaac Israeli : « De cepis »              | Oignon                             | - Eg.747 : fo 29 ro/vo - Pal.586 : fo 22 vo                                                                                    | - Lat.6823 : fo 47 ro/vo - M.873 : fo 32 ro - Mas.116 : fo 33 vo - Sl.4016 : fo 30 ro - Cas.459 : fo 66 vo - Cim.79 : fo 49 vo          | - Ars.2888 : fo 63 ro–64 ro - Fr.12322 : fo 162 ro - Gr. Herb. : fo XXXVI vo–XXXVII ro                                         |                                                 |
| De cornu cervino                              |                                           | Plantain corne-de-cerf             | - Eg.747 : fo 29 vo - Pal.586 : fo 22 vo                                                                                       | - Mas.116 : fo 58 vo - Sl.4016 : fo 34 ro - Cas.459 : fo 81 ro - Cim.79 : fo 59 ro                                                      | - (Ars.2888 : fo 64 ro/vo) - Fr.12322 : fo 162 ro - (Gr. Herb. : fo XXXVII ro)                                                 | Source non identifiée                           |
| [De culcasia]                                 |                                           | Colocase                           | - (Eg.747 : fo 29 vo) | - Lat.6823 : fo 51 vo–52 ro - M.873 : fo 34 vo - Mas.116 : fo 61 ro - Sl.4016 : fo 36 ro - Cas.459 : fo 86 vo                           | - (Ars.2888 : fo 64 vo) - (Gr. Herb. : fo XXXVII ro)                                                                           | Isaac Israeli : « De culcasia »                 |
| De canna                                      |                                           | Canne de Provence                  | - Eg.747 : fo 29 vo–30 ro - Pal.586 : fo 22 vo                                                                                 | - Lat.6823 : fo 47 vo–48 ro - M.873 : fo 32 ro - Mas.116 : fo 24 ro - Cas.459 : fo 54 vo - Cim.79 : fo 41 ro                            | - Ars.2888 : fo 64 vo - Fr.12322 : fo 162 ro - (Gr. Herb. : fo XXXVII ro/vo)                                                   | Dioscoride alph. : « Canne »                    |
| De canna [mellis]                             |                                           | Canne à sucre                      | - (Eg.747 : fo 29 vo) | - Lat.6823 : fo 52 ro - M.873 : fo 35 ro - Mas.116 : fo 24 ro - Cas.459 : fo 54 vo - Cim.79 : fo 41 ro                                  | - (Ars.2888 : fo 64 vo–65 ro) - (Gr. Herb. : fo XXXVII vo)                                                                     | Isaac Israeli : « De canna mellis »             |
| De calendula                                  |                                           | Souci officinal                    | - Eg.747 : fo 30 ro - Pal.586 : fo 23 ro                                                                                       | - Lat.6823 : fo 48 ro - M.873 : fo 32 ro - Mas.116 : fo 19 vo - Sl.4016 : fo 23 vo - Cas.459 : fo 47 ro - Cim.79 : fo 36 vo             | - Ars.2888 : fo 65 ro - Fr.12322 : fo 143 ro - (Gr. Herb. : fo XXXVII vo)                                                      | Source non identifiée                           |
| De ceterach                                   |                                           | Cétérach officinal                 | - Eg.747 : fo 30 ro | - Lat.6823 : fo 49 ro/vo - M.873 : fo 33 vo - Mas.116 : fo 35 vo - Sl.4016 : fo 30 vo - Cas.459 : fo 69 ro - Cim.79 : fo 46 ro          | - Ars.2888 : fo 65 ro/vo - Fr.12322 : fo 162 ro - (Gr. Herb. : fo XXXVII vo)                                                   | Source non identifiée                           |
| De candellaria                                |                                           | Hellébore blanc                    | - Eg.747 : fo 30 ro - Pal.586 : fo 23 ro                                                                                       | - Lat.6823 : fo 48 ro/vo - M.873 : fo 32 vo - Mas.116 : fo 22 vo - Sl.4016 : fo 25 vo - Cas.459 : fo 52 vo - Cim.79 : fo 39 ro          | - Ars.2888 : fo 65 vo - Fr.12322 : fo 162 vo - Gr. Herb. : fo XXXVII vo–XXXVIII ro                                             | Première mention connue                         |
| De consolida [maiori]                         |                                           | Consoude officinale                | - Eg.747 : fo 30 ro/vo - Pal.586 : fo 23 ro                                                                                    | - Lat.6823 : fo 48 vo–49 ro - M.873 : fo 32 vo - Mas.116 : fo 57 ro - Sl.4016 : fo 33 vo - Cas.459 : fo 78 vo - Cim.79 : fo 57 vo       | - Ars.2888 : fo 65 vo–66 ro - Fr.12322 : fo 174 vo - Gr. Herb. : fo XXXVIII ro                                                 | Dioscoride alph. : « Simphitum », « Anagallis » |
| De consolida [maiori]                         | Pseudo-Apulée : « Herba confirma »        | Consoude officinale                | - Eg.747 : fo 30 ro/vo - Pal.586 : fo 23 ro                                                                                    | - Lat.6823 : fo 48 vo–49 ro - M.873 : fo 32 vo - Mas.116 : fo 57 ro - Sl.4016 : fo 33 vo - Cas.459 : fo 78 vo - Cim.79 : fo 57 vo       | - Ars.2888 : fo 65 vo–66 ro - Fr.12322 : fo 174 vo - Gr. Herb. : fo XXXVIII ro                                                 |                                                 |
| De consolida [media]                          |                                           | Consoude tubéreuse                 | - Eg.747 : fo 30 vo - Pal.586 : fo 23 ro                                                                                       | - Lat.6823 : fo 49 ro - M.873 : fo 33 ro - Mas.116 : fo 57 ro - Sl.4016 : fo 33 vo - Cas.459 : fo 79 ro - Cim.79 : fo 58 ro             | - Ars.2888 : fo 66 ro - Fr.12322 : fo 159 vo - (Gr. Herb. : fo XXXVIII ro)                                                     | Première mention connue                         |
| De consolida [minori]                         |                                           | Petite Consoude (Brunelle commune) | - Eg.747 : fo 30 vo–31 ro - Pal.586 : fo 23 vo                                                                                 | - Lat.6823 : fo 49 ro - M.873 : fo 33 ro - Mas.116 : fo 57 ro - Sl.4016 : fo 33 vo - Cas.459 : fo 79 vo - Cim.79 : fo 58 vo             | - Ars.2888 : fo 66 ro/vo - Fr.12322 : fo 162 vo - Gr. Herb. : fo XXXVIII ro                                                    | Source non identifiée                           |
| De cotonaria                                  |                                           | Coquelourde des jardins            | - Eg.747 : fo 31 ro - Pal.586 : fo 23 vo                                                                                       | - Lat.6823 : fo 49 vo - M.873 : fo 33 vo                                                                                                | - Ars.2888 : fo 66 vo–67 ro - Fr.12322 : fo 162 vo - Gr. Herb. : fo XXXVIII ro/vo                                              | Première mention connue                         |
| De cennerugio                                 |                                           | Glaucienne écarlate                | - (Eg.747 : fo 31 ro) - Pal.586 : fo 23 vo                                                                                     | Absent | - Ars.2888 : fo 67 ro/vo - Fr.12322 : fo 162 vo - (Gr. Herb. : fo XXXVIII vo)                                                  | Première mention connue                         |
| De cerasarum                                  |                                           | Griotte                            | - Eg.747 : fo 31 ro/vo - Pal.586 : fo 23 vo                                                                                    | - Lat.6823 : fo 49 vo–50 ro - M.873 : fo 34 ro - Mas.116 : fo 34 ro - Sl.4016 : fo 30 ro - Cas.459 : fo 68 ro - Cim.79 : fo 50 vo       | - Ars.2888 : fo 67 vo - Fr.12322 : fo 187 ro - Gr. Herb. : fo XXXVIII vo–XXXIX ro                                              | Source non identifiée                           |
| De capragine                                  |                                           | Galéga officinal                   | - Eg.747 : fo 31 vo - Pal.586 : fo 24 ro                                                                                       | - Lat.6823 : fo 50 ro - M.873 : fo 34 ro - Mas.116 : fo 26 ro - Sl.4016 : fo 26 ro - Cas.459 : fo 57 vo - Cim.79 : fo 42 ro             | - Ars.2888 : fo 68 ro - Fr.12322 : fo 175 ro - (Gr. Herb. : fo XXXIX ro)                                                       | Première mention connue                         |
| De caprifollio                                |                                           | Chèvrefeuille                      | - Eg.747 : fo 31 vo - Pal.586 : fo 24 ro                                                                                       | - Lat.6823 : fo 48 vo - M.873 : fo 33 vo - Mas.116 : fo 26 vo - Sl.4016 : fo 26 vo - Cas.459 : fo 58 ro - Cim.79 : fo 42 vo             | - Ars.2888 : fo 68 ro/vo - Fr.12322 : fo 158 vo - Gr. Herb. : fo XXXIX ro                                                      | Première mention connue                         |
| De crispula                                   |                                           | Matricaire                         | - Eg.747 : fo 106 vo | - Lat.6823 : fo 53 ro - M.873 : fo 35 vo - Mas.116 : fo 59 vo - Sl.4016 : fo 35 ro - (Cas.459 : fo 83 vo)                               | Absent | Aucun texte                                     |
| De calacanta                                  |                                           | Dauphinelle des champs             | - Eg.747 : fo 108 vo | - Lat.6823 : fo 53 vo–54 ro - M.873 : fo 36 ro - Mas.116 : fo 19 vo - Sl.4016 : fo 23 vo - Cas.459 : fo 45 vo - Cim.79 : fo 35 vo       | Absent | Aucun texte                                     |

## D

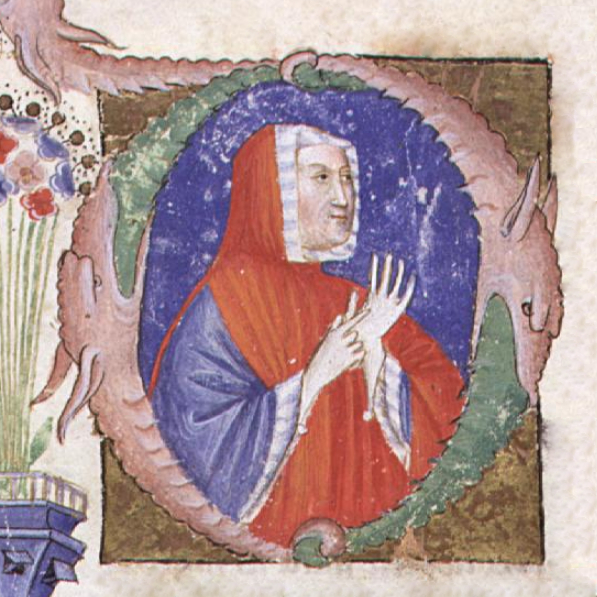
Lettrine enluminée D dans le manuscrit Cas.459.

| Sommaire : | - Article - Index - A - B - C - D - E - F - G - H - I - K - L - M - N - O - P - R - S - T - V - X - Z - Notes - Annexes |

| Chapitre Icône : lien vers l'index thématique | Illustration | Identité                       | Ouvrages : no de folio - italique : illustration seule - parenthèses : texte seul - gras : source de l'illustration du tableau | Ouvrages : no de folio - italique : illustration seule - parenthèses : texte seul - gras : source de l'illustration du tableau    | Ouvrages : no de folio - italique : illustration seule - parenthèses : texte seul - gras : source de l'illustration du tableau | Source                            |
| Chapitre Icône : lien vers l'index thématique | Illustration | Identité                       | Groupe I | Groupe II | Groupe III | Source                            |
| --------------------------------------------- | ------------ | ------------------------------ | --- | --- | --- | --------------------------------- |
| De diagridio                                  |              | Suc de Scammonée ou d'Euphorbe | - Eg.747 : fo 32 ro/vo - Pal.586 : fo 24 ro - K.II.11 : fo 10 vo - α.l.09.28 : fo 51 ro–52 ro                                  | - Lat.6823 : fo 56 ro/vo - M.873 : fo 36 vo - Mas.116 : fo 63 ro - Sl.4016 : fo 37 ro - (Cas.459 : fo 89 vo–90 ro)                | - Ars.2888 : fo 68 vo–70 ro - Fr.12322 : fo 175 ro                                                                             | Platearius : « De diagridio »     |
| De dragaganto                                 |              | Gomme adragante                | - Eg.747 : fo 32 vo - Pal.586 : fo 24 ro - K.II.11 : fo 11 ro - α.l.09.28 : fo 52 ro/vo                                        | - (Lat.6823 : fo 56 vo–57 ro) - M.873 : fo 37 ro - Mas.116 : fo 64 ro - Sl.4016 : fo 37 vo - Cas.459 : fo 91 vo                   | - Ars.2888 : fo 70 ro–71 ro | Platearius : « De dragaganto »    |
| De dauco                                      |              | Carotte                        | - Eg.747 : fo 33 ro - Pal.586 : fo 24 vo - K.II.11 : fo 11 ro - Fr.12322 : fo 175 ro                                           | - Lat.6823 : fo 57 ro/vo - M.873 : fo 37 ro - Mas.116 : fo 62 ro - Sl.4016 : fo 36 vo - Cas.459 : fo 88 ro - Cim.79 : fo 61 ro    | - Ars.2888 : fo 71 ro/vo - Fr.12322 : fo 175 ro                                                                                | Platearius : « De dauco »         |
| De dragganto                                  |              | Vitriol                        | - (Eg.747 : fo 33 ro) - Pal.586 : fo 24 vo - α.l.09.28 : fo 53 ro                                                              | Voir le chapitre « De vitriolo »                                                                                                  | - Ars.2888 : fo 71 vo–72 vo - Fr.12322 : fo 191 vo                                                                             | Platearius : « De draganto »      |
| De diptamo                                    |              | Fraxinelle                     | - Eg.747 : fo 33 ro/vo - Pal.586 : fo 24 vo - K.II.11 : fo 11 ro - α.l.09.28 : fo 53 ro/vo                                     | - Lat.6823 : fo 57 vo–58 ro - M.873 : fo 37 vo - Mas.116 : fo 63 vo - Sl.4016 : fo 37 vo - Cas.459 : fo 90 vo - Cim.79 : fo 62 ro | - Ars.2888 : fo 72 vo–73 ro - Fr.12322 : fo 175 ro                                                                             | Platearius : « De diptamno »      |
| De deronici                                   |              | Doronic à feuilles cordées     | - Eg.747 : fo 33 vo - Pal.586 : fo 25 ro - K.II.11 : fo 10 vo - α.l.09.28 : fo 53 vo                                           | - Lat.6823 : fo 58 ro - M.873 : fo 37 vo - Mas.116 : fo 62 vo - Sl.4016 : fo 37 ro - Cas.459 : fo 89 ro - Cim.79 : fo 61 vo       | - Ars.2888 : fo 73 ro/vo - Fr.12322 : fo 175 vo                                                                                | Const. Afr., grad. : « Beronici » |
| De dactilis                                   |              | Datte                          | - Eg.747 : fo 33 vo - Pal.586 : fo 25 ro - K.II.11 : fo 10 vo - α.l.09.28 : fo 53 vo–54 ro                                     | - Lat.6823 : fo 58 ro/vo - M.873 : fo 38 ro - Mas.116 : fo 61 vo - Sl.4016 : fo 36 vo - Cas.459 : fo 87 ro                        | - Ars.2888 : fo 73 vo–74 ro - α.l.09.28 : fo 53 vo–54 ro                                                                       | Isaac Israeli : « De dactylis »   |

## E

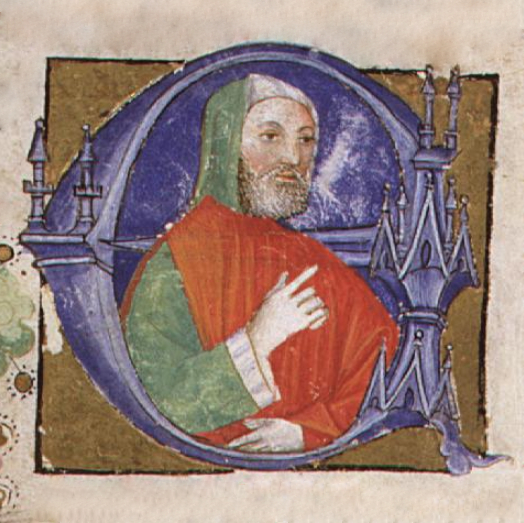
Lettrine enluminée E dans le manuscrit Cas.459.

| Sommaire : | - Article - Index - A - B - C - D - E - F - G - H - I - K - L - M - N - O - P - R - S - T - V - X - Z - Notes - Annexes |

| Chapitre Icône : lien vers l'index thématique | Illustration                                     | Identité                      | Ouvrages : no de folio - italique : illustration seule - parenthèses : texte seul - gras : source de l'illustration du tableau | Ouvrages : no de folio - italique : illustration seule - parenthèses : texte seul - gras : source de l'illustration du tableau             | Ouvrages : no de folio - italique : illustration seule - parenthèses : texte seul - gras : source de l'illustration du tableau | Source                                 |
| Chapitre Icône : lien vers l'index thématique | Illustration                                     | Identité                      | Groupe I | Groupe II | Groupe III | Source                                 |
| --------------------------------------------- | ------------------------------------------------ | ----------------------------- | --- | --- | --- | -------------------------------------- |
| De endivia                                    |                                                  | Chicorée endive               | - Eg.747 : fo 34 ro - Pal.586 : fo 25 ro - K.II.11 : fo 11 ro - α.l.09.28 : fo 54 ro/vo                                        | - Lat.6823 : fo 59 vo - M.873 : fo 39 ro - Mas.116 : fo 68 vo - Cas.459 : fo 97 vo - Cim.79 : fo 66 ro                                     | - Ars.2888 : fo 74 ro/vo - Fr.12322 : fo 177 ro                                                                                | Platearius : « De endivia »            |
| [De epithimo]                                 |                                                  | Cuscute du thym               | - Eg.747 : fo 34 ro/vo - Pal.586 : fo 25 ro - K.II.11 : fo 11 ro - α.l.09.28 : fo 54 vo–55 ro                                  | - Lat.6823 : fo 60 vo–61 ro - M.873 : fo 39 vo - Mas.116 : fo 70 ro - Cas.459 : fo 99 ro - Cim.79 : fo 67 ro                               | - Ars.2888 : fo 74 vo–75 ro - Fr.12322 : fo 175 vo                                                                             | Platearius : « De epithimo »           |
| De enula                                      |                                                  | Grande Aunée                  | - Eg.747 : fo 34 vo - Pal.586 : fo 25 vo - K.II.11 : fo 11 vo - α.l.09.28 : fo 55 ro                                           | - Lat.6823 : fo 60 ro - M.873 : fo 39 ro - Mas.116 : fo 69 ro - Cas.459 : fo 98 ro - Cim.79 : fo 66 vo                                     | - Ars.2888 : fo 75 ro/vo - Fr.12322 : fo 175 vo                                                                                | Platearius : « De enula »              |
| De euforbio                                   |                                                  | Euphorbe résinifère           | - Eg.747 : fo 34 vo–35 ro - Pal.586 : fo 25 vo - K.II.11 : fo 11 vo - α.l.09.28 : fo 55 ro/vo                                  | - Lat.6823 : fo 61 ro - M.873 : fo 39 vo - Mas.116 : fo 71 vo - Cas.459 : fo 102 ro                                                        | - Ars.2888 : fo 75 vo–76 vo | Platearius : « De euforbio »           |
| De eupatorio                                  |                                                  | Germandrée                    | - Eg.747 : fo 35 ro - Pal.586 : fo 25 vo - K.II.11 : fo 11 vo - α.l.09.28 : fo 55 vo–56 ro                                     | - Lat.6823 : fo 59 ro/vo - M.873 : fo 38 vo - Mas.116 : fo 72 ro - Cas.459 : fo 103 ro - Cim.79 : fo 69 ro                                 | - Ars.2888 : fo 76 vo–77 ro - Fr.12322 : fo 156 ro                                                                             | Platearius : « De eupatorio »          |
| De emblici                                    |                                                  | Myrobolan emblique            | - Eg.747 : fo 35 ro/vo - Pal.586 : fo 26 ro - K.II.11 : fo 11 vo - α.l.09.28 : fo 56 ro                                        | - (Lat.6823 : fo 59 vo–60 ro) - M.873 : fo 38 vo - Mas.116 : fo 68 vo - Cas.459 : fo 94 ro                                                 | - Ars.2888 : fo 77 ro | Platearius : « De emblicis »           |
| De epatica                                    |                                                  | Hépatique des fontaines       | - Eg.747 : fo 35 vo - Pal.586 : fo 25 vo - K.II.11 : fo 11 ro - α.l.09.28 : fo 56 ro/vo                                        | - Lat.6823 : fo 61 ro/vo - M.873 : fo 39 vo - Mas.116 : fo 69 vo - Cas.459 : fo 98 vo - Ars.2888 : fo 77 vo                                | - Ars.2888 : fo 77 vo' - Fr.12322 : fo 194 ro                                                                                  | Platearius : « De epatica »            |
| De ere usto                                   |                                                  | Airain brûlé (oxyde cuivreux) | - (Eg.747 : fo 35 vo) - α.l.09.28 : fo 58 vo                                                                                   | - (Lat.6823 : fo 61 vo–62 ro) - Cas.459 : fo 102 vo                                                                                        | - (Ars.2888 : fo 77 vo–78 ro)                                                                                                  | Platearius : « De ere usto »           |
| De electerio                                  |                                                  | Concombre d'âne               | - Eg.747 : fo 35 vo–36 ro - Pal.586 : fo 26 ro - K.II.11 : fo 12 ro - α.l.09.28 : fo 59 ro                                     | - Lat.6823 : fo 61 vo - M.873 : fo 40 ro - Mas.116 : fo 67 ro - Cas.459 : fo 95 vo - Cim.79 : fo 64 vo–65 ro                               | - Ars.2888 : fo 78 ro/vo - Fr.12322 : fo 156 ro                                                                                | Platearius : « De elacterio »          |
| De elebore albo                               |                                                  | Hellébore blanc               | - Eg.747 : fo 36 ro/vo - Pal.586 : fo 26 ro - K.II.11 : fo 12 ro - α.l.09.28 : fo 59 vo–60 ro                                  | - Lat.6823 : fo 63 ro/vo - M.873 : fo 40 ro - Mas.116 : fo 67 vo - Cas.459 : fo 96 vo - Cim.79 : fo 65 ro                                  | - Ars.2888 : fo 78 vo–80 ro - Fr.12322 : fo 153 ro ; 156 vo - Gr. Herb. : fo XLIV vo                                           | Platearius : « De elleboro »           |
| De elleboro nigro                             |                                                  | Hellébore noir                | - Eg.747 : fo 36 ro/vo - Pal.586 : fo 26 vo - K.II.11 : fo 12 ro - α.l.09.28 : fo 59 vo–60 ro                                  | - Lat.6823 : fo 62 vo–63 ro - M.873 : fo 40 vo - Mas.116 : fo 68 ro - Cas.459 : fo 97 ro - Cim.79 : fo 65 vo                               | - Ars.2888 : fo 78 vo–80 ro - Fr.12322 : fo 156 ro - Gr. Herb. : fo XLIV vo                                                    | Platearius : « De elleboro »           |
| De esula                                      |                                                  | Euphorbe ésule                | - Eg.747 : fo 36 vo - Pal.586 : fo 26 vo - K.II.11 : fo 12 ro - α.l.09.28 : fo 56 vo                                           | - Lat.6823 : fo 62 ro - M.873 : fo 40 vo - Mas.116 : fo 71 ro - Cas.459 : fo 101 vo - Cim.79 : fo 68 ro                                    | - Ars.2888 : fo 80 ro/vo - Fr.12322 : fo 156 vo                                                                                | Platearius : « De esula »              |
| De eruca                                      |                                                  | Roquette                      | - Eg.747 : fo 36 vo–37 ro - Pal.586 : fo 26 ro - K.II.11 : fo 12 ro - (α.l.09.28 : fo 57 ro)                                   | - Lat.6823 : fo 62 ro/vo - M.873 : fo 41 ro - Mas.116 : fo 70 vo - Cas.459 : fo 101 ro - Cim.79 : fo 67 vo                                 | - Ars.2888 : fo 80 vo - Fr.12322 : fo 156 vo                                                                                   | Platearius : « De eruca »              |
| De ematites                                   |                                                  | Hématite                      | - (Eg.747 : fo 37 ro) - α.l.09.28 : fo 57 ro                                                                                   | - (Lat.6823 : fo 62 vo) - (Cas.459 : fo 97 ro)                                                                                             | - (Ars.2888 : fo 81 ro) - Fr.12322 : fo 191 vo                                                                                 | Platearius : « De emathite »           |
| De ebulo                                      |                                                  | Sureau yèble                  | - Eg.747 : fo 37 ro - Pal.586 : fo 26 vo - K.II.11 : fo 12 ro - α.l.09.28 : fo 57 ro/vo                                        | - Lat.6823 : fo 63 vo - M.873 : fo 41 ro - Mas.116 : fo 64 vo - Sl.4016 : fo 38 vo - Cas.459 : fo 93 vo - Cim.79 : fo 63 ro                | - Ars.2888 : fo 81 ro/vo - Fr.12322 : fo 156 vo ; 157 ro                                                                       | Platearius : « De ebulo »              |
| De ebulo                                      | Pseudo-Apulée : « Herba ebulum »                 | Sureau yèble                  | - Eg.747 : fo 37 ro - Pal.586 : fo 26 vo - K.II.11 : fo 12 ro - α.l.09.28 : fo 57 ro/vo                                        | - Lat.6823 : fo 63 vo - M.873 : fo 41 ro - Mas.116 : fo 64 vo - Sl.4016 : fo 38 vo - Cas.459 : fo 93 vo - Cim.79 : fo 63 ro                | - Ars.2888 : fo 81 ro/vo - Fr.12322 : fo 156 vo ; 157 ro                                                                       |                                        |
| De edera nigra                                |                                                  | Lierre grimpant               | - Eg.747 : fo 37 ro/vo - Pal.586 : fo 26 vo - K.II.11 : fo 11 vo - α.l.09.28 : fo 57 vo                                        | - Lat.6823 : fo 60 ro/vo - M.873 : fo 41 vo - Mas.116 : fo 65 ro - Sl.4016 : fo 38 vo - Cas.459 : fo 94 vo–95 ro - Cim.79 : fo 63 vo–64 ro | - Ars.2888 : fo 81 vo–82 ro - Fr.12322 : fo 157 ro                                                                             | Pseudo-Apulée : « Herba hedera nigra » |
| De exifion                                    |                                                  | Iris fétide                   | - Eg.747 : fo 37 vo - Pal.586 : fo 27 ro - K.II.11 : fo 11 vo - α.l.09.28 : fo 57 vo–58 ro                                     | - (Lat.6823 : fo 63 vo) - M.873 : fo 41 vo - Cas.459 : fo 103 ro - (Cim.79 : fo 69 ro)                                                     | - Ars.2888 : fo 82 ro - Fr.12322 : fo 157 ro                                                                                   | Pseudo-Apulée : « Herba xifion »       |
| De eliotropion                                |                                                  | Chicorée sauvage              | - Eg.747 : fo 37 vo–38 ro - Pal.586 : fo 27 ro - K.II.11 : fo 12 vo - α.l.09.28 : fo 58 ro                                     | - (Lat.6823 : fo 64 ro) - (Cas.459 : fo 92 vo) - (Cim.79 : fo 64 ro)                                                                       | - Ars.2888 : fo 82 ro/vo | Pseudo-Apulée : « Herba heliotropia »  |
| De eufragia                                   |                                                  | Euphraise                     | - Eg.747 : fo 38 ro - Pal.586 : fo 27 ro - K.II.11 : fo 12 vo - α.l.09.28 : fo 58 ro/vo                                        | - Lat.6823 : fo 62 vo - M.873 : fo 42 ro - Mas.116 : fo 71 vo - Cas.459 : fo 102 vo - Cim.79 : fo 68 vo                                    | - (Ars.2888 : fo 82 vo–83 ro) - Fr.12322 : fo 169 vo                                                                           | Source non identifiée                  |
| De eufragia                                   | Pierre d'Espagne : « De egritudinibus oculorum » | Euphraise                     | - Eg.747 : fo 38 ro - Pal.586 : fo 27 ro - K.II.11 : fo 12 vo - α.l.09.28 : fo 58 ro/vo                                        | - Lat.6823 : fo 62 vo - M.873 : fo 42 ro - Mas.116 : fo 71 vo - Cas.459 : fo 102 vo - Cim.79 : fo 68 vo                                    | - (Ars.2888 : fo 82 vo–83 ro) - Fr.12322 : fo 169 vo                                                                           |                                        |